# AGIL Volley 2001-2002
Questa voce raccoglie le informazioni riguardanti l'AGIL Volley nelle competizioni ufficiali della stagione 2001-2002.

## Stagione
La stagione 2001-2002 dell'AGIL, il primo in Serie A1, si apre con importanti cambiamenti in ambito societario: la squadra infatti sposta la sua sede da Trecate a Novara ed il marchio Asystel diventa main sponsor; nell'ambito del mercato vengono confermate diverse autrici della promozione, come Paola Cardullo, Sara Anzanello, Laura Venturini e Natalia Viganò ed acquistate sia giocatrici esperte come le due nazionali cinesi Qui He e Yue Sun, la serbo montenegrina Branka Sekulić e la croata Nataša Osmokrović sia delle giovani come Nadia Centoni, Martina Guiggi e Raffaella Calloni, queste ultime due provenienti dal progetto federale del Club Italia. L'avvio di campionato è stentato: nelle prime quattro giornate infatti la squadra coglie due vittorie e due sconfitte, poi inizia una serie di successi consecutivi, ben otto, che la spingono ai vertici della classifica; il girone di ritorno si conclude con due sole sconfitte e l'AGIL chiude la prima fase di campionato al terzo posto in classifica, qualificandosi per i play-off scudetto: ai quarti di finale ed in semifinale supera in tre gare prima il Giannino Pieralisi di Jesi e poi il Vicenza, mentre in finale incontra il Bergamo, il quale dopo aver ceduto il primo incontro al tie-break, vince i successivi tre incontri aggiudicandosi lo scudetto. L'AGIL, con questo risultato, è la prima squadra nella storia della pallavolo italiana, ad arrivare da neo-promossa ad una finale scudetto ed inoltre si qualifica per la Coppa CEV 2002-03.
L'avventura in Coppa Italia invece è alquanto deludente: l'AGIL viene sconfitta nella gara d'esordio, gli ottavi di finale, dal Vicenza, in tre set e quindi eliminata.

## Organigramma societario
Area direttiva
- Presidente: Giovanna Saporiti

Area tecnica
- Allenatore: Luciano Pedullà
- Allenatore in seconda: Simone Cavazzini

Area sanitaria
- Fisioterapisti: Stefania Bodini, Paola Giovane

## Rosa
| N° | Nome              | Ruolo | Data di nascita  | Nazionalità sportiva |
| -- | ----------------- | ----- | ---------------- | -------------------- |
| 1  | Sara Anzanello    | C     | 30 luglio 1980   | Italia               |
| 2  | Natalia Viganò    | S     | 24 novembre 1979 | Italia               |
| 4  | Edilma Costa      | S     | 22 marzo 1972    | Brasile              |
| 6  | Monique Adams     | S     | 7 febbraio 1970  | Italia               |
| 7  | Qui He            | P     | 24 agosto 1973   | Cina                 |
| 8  | Laura Venturini   | P     | 30 gennaio 1977  | Italia               |
| 9  | Branca Sekulić    | C     | 23 agosto 1971   | Serbia e Montenegro  |
| 10 | Paola Cardullo    | L     | 18 marzo 1982    | Italia               |
| 11 | Yue Sun           | S     | 15 marzo 1973    | Cina                 |
| 12 | Nataša Osmokrović | S     | 27 maggio 1976   | Croazia              |
| 13 | Nadia Centoni     | S/O   | 19 giugno 1981   | Italia               |
| 14 | Martina Guiggi    | C     | 1º maggio 1984   | Italia               |
| 15 | Raffaella Calloni | C     | 4 maggio 1983    | Italia               |

## Mercato
| Acquisti | Acquisti          | Acquisti               | Acquisti   |
| R.       | Nome              | da                     | Modalità   |
| -------- | ----------------- | ---------------------- | ---------- |
| S        | Monique Adams     | Palermo                | prestito   |
| C        | Raffaella Calloni | Club Italia            | definitivo |
| S/O      | Nadia Centoni     | Romanelli              | definitivo |
| S        | Edilma Costa      | Romanelli              | definitivo |
| C        | Martina Guiggi    | Club Italia            | definitivo |
| P        | Qui He            | ?                      | definitivo |
| S        | Nataša Osmokrović | Virtus Reggio Calabria | definitivo |
| C        | Branca Sekulić    | VakıfBank GS           | definitivo |
| S        | Yue Sun           | ?                      | definitivo |

| Cessioni | Cessioni          | Cessioni        | Cessioni      |
| R.       | Nome              | a               | Modalità      |
| -------- | ----------------- | --------------- | ------------- |
| S        | Monique Adams     | Palermo         | fine prestito |
| S        | Edilma Costa      | Alta Brianza    | definitivo    |
| S/O      | Virginie De Carne | Olimpia Ravenna | definitivo    |
| S        | Sarah Noriega     | Romanelli       | definitivo    |
| L        | Noemi Porzio      | -               | giovanili     |
| P        | Enrica Rocca      | Club Italia     | definitivo    |
| C        | Valeria Rosso     | Alta Brianza    | definitivo    |
| S        | Elisabeth Weston  | ?               | definitivo    |
| C        | Cristina Zonca    | ?               | definitivo    |

## Risultati

### Serie A1

#### Girone di andata
| 1ª giornata - 28 ottobre 2001 PalaEvangelisti, Perugia | Sirio Perugia | 3 - 1 | AGIL                   | 26-24, 23-25, 25-20, 25-15        |
| 2ª giornata - 1º novembre 2001 PalaDalLago, Novara     | AGIL          | 3 - 2 | Vicenza                | 25-23, 20-25, 20-25, 25-23, 15-11 |
| 3ª giornata - 4 novembre 2001 PalaNorda, Bergamo       | Bergamo       | 3 - 0 | AGIL                   | 25-23, 25-15, 25-19               |
| 4ª giornata - 25 novembre 2001 PalaDeAndrè, Ravenna    | AGIL          | 2 - 3 | Olimpia Ravenna        | 20-25, 25-19, 25-23, 22-25, 11-15 |
| 5ª giornata - 28 novembre 2001 PalaDalLago, Novara     | AGIL          | 3 - 0 | Imola                  | 25-12, 25-20, 25-22               |
| 6ª giornata - 2 dicembre 2001 PalaUditore, Palermo     | Palermo       | 0 - 3 | AGIL                   | 19-25, 22-25, 23-25               |
| 7ª giornata - 8 dicembre 2001 PalaDalLago, Novara      | AGIL          | 3 - 0 | Romanelli              | 25-19, 25-21, 25-15               |
| 8ª giornata - 16 dicembre 2001 PalaPanini, Modena      | Modena        | 1 - 3 | AGIL                   | 25-22, 18-25, 42-44, 19-25        |
| 9ª giornata - 23 dicembre 2001 PalaDalLago, Novara     | AGIL          | 3 - 0 | Giannino Pieralisi     | 25-20, 25-17, 25-18               |
| 10ª giornata - 6 gennaio 2002 PalaDalLago, Novara      | AGIL          | 3 - 0 | Virtus Reggio Calabria | 25-20, 25-19, 25-21               |
| 11ª giornata - 12 gennaio 2002 PalaBigi, Reggio Emilia | Reggio Emilia | 1 - 3 | AGIL                   | 13-25, 23-25, 25-16, 16-25        |

#### Girone di ritorno
| 12ª giornata - 19 gennaio 2002 PalaDalLago, Novara                 | AGIL                   | 3 - 0 | Sirio Perugia | 25-22, 25-21, 25-22               |
| 13ª giornata - 27 gennaio 2002 Palasport Città di Vicenza, Vicenza | Vicenza                | 3 - 0 | AGIL          | 26-24, 25-15, 25-20               |
| 14ª giornata - 2 febbraio 2002 Forum, Assago                       | AGIL                   | 3 - 2 | Bergamo       | 25-22, 25-23, 31-33, 19-25, 26-24 |
| 15ª giornata - 9 febbraio 2002 PalaDeAndrè, Ravenna                | Olimpia Ravenna        | 1 - 3 | AGIL          | 25-23, 24-26, 23-25, 27-29        |
| 16ª giornata - 17 febbraio 2002 PalaRuggi, Imola                   | Imola                  | 2 - 3 | AGIL          | 25-22, 25-20, 23-25, 17-25, 15-17 |
| 17ª giornata - 3 marzo 2002 PalaDalLago, Novara                    | AGIL                   | 3 - 1 | Palermo       | 28-26, 17-25, 25-18, 25-23        |
| 18ª giornata - 10 marzo 2002 Palazzetto dello Sport, Firenze       | Romanelli              | 2 - 3 | AGIL          | 21-25, 25-19, 25-18, 29-27        |
| 19ª giornata - 17 marzo 2002 PalaDalLago, Novara                   | AGIL                   | 3 - 1 | Modena        | 25-16, 12-25, 27-25, 25-11        |
| 20ª giornata - 24 marzo 2002 PalaTriccoli, Jesi                    | Giannino Pieralisi     | 3 - 0 | AGIL          | 25-20, 25-15, 25-20               |
| 21ª giornata - 30 marzo 2002 PalaPentimele, Reggio Calabria        | Virtus Reggio Calabria | 2 - 3 | AGIL          | 25-21, 22-25, 27-25, 24-26, 12-15 |
| 22ª giornata - 7 aprile 2002 PalaDalLago, Novara                   | AGIL                   | 3- 0  | Reggio Emilia | 25-18, 25-19, 31-29               |

#### Play-off scudetto
| Quarti di finale (gara 1) - 10 marzo 2002 PalaDalLago, Novara           | AGIL               | 3 - 1 | Giannino Pieralisi | 25-14, 22-25, 25-17, 25-23        |
| Quarti di finale (gara 2) - 13 marzo 2002 PalaTriccoli, Jesi            | Giannino Pieralisi | 3 - 0 | AGIL               | 28-26, 25-19, 25-14               |
| Quarti di finale (gara 3) - 17 marzo 2002 PalaDalLago, Novara           | AGIL               | 3 - 1 | Giannino Pieralisi | 25-22, 21-25, 28-26, 25-15        |
| Semifinali (gara 1) - 22 marzo 2002 PalaDalLago, Novara                 | AGIL               | 3 - 2 | Vicenza            | 25-19, 29-31, 15-25, 25-21, 15-11 |
| Semifinali (gara 2) - 24 marzo 2002 Palasport Città di Vicenza, Vicenza | Vicenza            | 3 - 0 | AGIL               | 25-19, 25-22, 25-23               |
| Semifinali (gara 3) - 28 marzo 2002 PalaDalLago, Novara                 | AGIL               | 3 - 2 | Vicenza            | 25-17, 25-22, 13-25, 18-25, 15-10 |
| Finale (gara 1) - 1º maggio 2002 PalaDalLago, Novara                    | AGIL               | 3 - 2 | Bergamo            | 25-22, 21-25, 25-21, 18-25, 15-13 |
| Finale (gara 2) - 5 maggio 2002 PalaNorda, Bergamo                      | Bergamo            | 3 - 1 | AGIL               | 25-21, 25-20, 22-25, 25-18        |
| Finale (gara 3) - 9 maggio 2002 PalaNorda, Bergamo                      | Bergamo            | 3 - 0 | AGIL               | 25-15, 25-18, 25-18               |
| Finale (gara 4) - 12 maggio 2002 PalaDalLago, Novara                    | AGIL               | 0 - 3 | Bergamo            | 23-25, 18-25, 10-25               |

### Coppa Italia

#### Fase a eliminazione diretta
| Ottavi di finale - 14 ottobre 2001 PalaSele, Eboli | AGIL | 0 - 3 | Vicenza | 17-25, 23-25, 20-25 |

## Statistiche

### Statistiche di squadra
| Competizione | Punti | In casa | In casa | In casa | In trasferta | In trasferta | In trasferta | Totale | Totale | Totale |
| Competizione | Punti | G       | V       | P       | G            | V            | P            | G      | V      | P      |
| ------------ | ----- | ------- | ------- | ------- | ------------ | ------------ | ------------ | ------ | ------ | ------ |
| Serie A1     | 47    | 17      | 15      | 2       | 15           | 7            | 8            | 32     | 22     | 10     |
| Coppa Italia | -     | -       | -       | -       | -            | -            | -            | 1      | 0      | 1      |
| Totale       | -     | 17      | 15      | 2       | 17           | 7            | 8            | 33     | 22     | 11     |

G = partite giocate; V = partite vinte; P = partite perse

### Statistiche dei giocatori
| Giocatore     | Serie A1 | Serie A1 | Serie A1 | Serie A1 | Serie A1 | Coppa Italia | Coppa Italia | Coppa Italia | Coppa Italia | Coppa Italia | Totale | Totale | Totale | Totale | Totale |
| Giocatore     | P        | PT       | AV       | MV       | BV       | P            | PT           | AV           | MV           | BV           | P      | PT     | AV     | MV     | BV     |
| ------------- | -------- | -------- | -------- | -------- | -------- | ------------ | ------------ | ------------ | ------------ | ------------ | ------ | ------ | ------ | ------ | ------ |
| M. Adams      | 2        | 6        | 4        | 2        | 0        | -            | -            | -            | -            | -            | 2      | 6      | 4      | 2      | 0      |
| S. Anzanello  | 32       | 296      | 224      | 59       | 13       | 1            | 5            | 4            | 1            | 0            | 33     | 301    | 228    | 60     | 13     |
| R. Calloni    | 41       | 4        | 2        | 2        | 0        | 1            | 0            | 0            | 0            | 0            | 42     | 4      | 2      | 2      | 0      |
| P. Cardullo   | 32       | -        | -        | -        | -        | 1            | -            | -            | -            | -            | 33     | -      | -      | -      | -      |
| N. Centoni    | 29       | 372      | 322      | 38       | 12       | 1            | 16           | 13           | 2            | 1            | 30     | 388    | 335    | 40     | 13     |
| E. Costa      | 2        | 14       | 13       | 0        | 1        | 1            | 4            | 3            | 1            | 0            | 3      | 18     | 16     | 1      | 1      |
| M. Guiggi     | 30       | 161      | 118      | 35       | 8        | 1            | 6            | 5            | 1            | 0            | 31     | 167    | 123    | 36     | 8      |
| Q. He         | 31       | 82       | 45       | 14       | 23       | -            | -            | -            | -            | -            | 31     | 82     | 45     | 14     | 23     |
| N. Osmokrović | 29       | 481      | 404      | 61       | 16       | -            | -            | -            | -            | -            | 29     | 481    | 404    | 61     | 16     |
| B. Sekulić    | 32       | 290      | 208      | 68       | 14       | -            | -            | -            | -            | -            | 32     | 290    | 208    | 68     | 14     |
| Y. Sun        | 31       | 271      | 230      | 26       | 15       | -            | -            | -            | -            | -            | 31     | 271    | 230    | 26     | 15     |
| L. Venturini  | 23       | 7        | 1        | 1        | 5        | 1            | 0            | 0            | 0            | 0            | 24     | 7      | 1      | 1      | 5      |
| N. Viganò     | 31       | 88       | 76       | 2        | 10       | 1            | 4            | 4            | 0            | 0            | 32     | 92     | 80     | 2      | 10     |

P = presenze; PT = punti totali; AV = attacchi vincenti; MV = muri vincenti; BV = battute vincenti